# Одноглазка, Двуглазка и Трёхглазка
«Одноглазка, Двуглазка и Трёхглазка» (нем. Einäuglein, Zweiäuglein und Dreiäuglein) — сказка братьев Гримм о трёх сёстрах с разным числом глаз, из которых одна, похожая на обычного человека, но обижаемая остальными, нашла своё счастье. По системе классификации сказочных сюжетов Aарне — Томпсона имеет номер 511.

## Сюжет
У женщины было три дочери, имеющие различное количество глаз: Одноглазка, Двуглазка и Трёхглазка. С Двуглазкой мать и сёстры обращались очень дурно, так как та выглядела как прочие люди, хотя в сказке не упоминается количество глаз матери. И бедняжке приходилось питаться объедками. Однажды, когда голодная Двуглазка сидела со своёй козой и плакала, перед ней явилась ведунья, которая научила её чудесным словам. Сказать их следовало козе, и девушка могла всегда получить всякое хорошее кушанье. Изречение было следующим: «Козочка, мэ-мэ, стол накрывай!» После насыщения нужно было сказать: «Козочка, мэ-мэ, столик убирай!» — и столик тут же исчезал.
Когда Двуглазка таким образом получила средство для пропитания, то перестала есть домашние объедки, оставляемые сёстрами. Тогда Одноглазка решила сходить с Двуглазкой в поле, чтобы узнать причину. Когда Одноглазка, утомлённая от ходьбы и зноя уселась в траве, то Двуглазка убаюкала её глаз, и та ничего не заметила. На следующий день в поле пошла Трёхглазка, но когда Двуглазка её убаюкивала, то забыла про третий глаз, и той удалось подсмотреть откуда Двуглазка берёт себе пищу. Когда мать узнаёт тайну Двуглазки, она от зависти убивает козу. Двуглазка ушла в поле и там горько плакала. Снова перед ней явилась вещая дева и дала совет закопать кишочки козы перед входной дверью. Следующим утром на этом месте выросло дерево с серебряными листьями и золотыми яблоками, которые не даются в руки никому, кроме Двуглазки. Мать же от зависти обращается с ней хуже чем раньше.
Как-то мимо дерева проезжал молодой рыцарь. Увидев рыцаря, сёстры прячут Двуглазку, накрыв её пустой бочкой. Любуясь деревом, рыцарь спрашивает, кому оно принадлежит. Одноглазка и Трёхглазка утверждают, что дерево их. Однако, им не удается сорвать ни плодов, ни ветвей для рыцаря. Тем временем Двуглазка выкатывает из-под бочки под ноги рыцаря два золотых яблока. Удивлённый рыцарь расспрашивает сестёр, и те признаются, что у них есть ещё сестра, Двуглазка, которая выглядит как обыкновенные люди. Увидев Двуглазку, рыцарь очарован её красотой и вскоре сочетается с ней браком. Вслед за Двуглазкой, к её новому жилищу приходит чудесное дерево.
Долгое время спустя тех событий, перед замком Двуглазки появляются две нищенки, в которых она узнаёт своих сестёр. Несмотря на всё зло, причиной которого сёстры были для неё в прошлом, Двуглазка ласково их приняла и облагодетельствовала, так что Одноглазка и Трёхглазка от всего сердца сожалеют о зле, которое причинили своей сестре в молодости.

## Происхождение сюжета
Впервые сказку в 1816 году опубликовал Теодор Пешек в журнале Иоганна Густава Бюшинга «Еженедельные сообщения для друзей истории, искусства и учености средневековья» (Т. 2, Стр. 17-26) под заголовком «История об Одноглазке, Двуглазке и Трёхглазке». Текст в редакции братьев Гримм более описательный с большим количеством прямой речи, однако без изменения содержания сюжета. В «рейнском варианте», записанном «при Кобленце» (заметка Вильгельма Гримма) количество сестёр равнялось восьми.
Самая ранняя публикация сходной сказки, «Земляная корова» Мартина Монтануса, произошла в 1560 году, однако братья Гримм с ней не были знакомы.

## Интерпретации
Двуглазка — единственная из сестёр, которая не обладает глазом посреди лба, который считался «злым взглядом».
Братья Гримм сравнивали Одноглазку по своему зрительному качеству с Полифемом и Одином, а Трёхглазку с Юпитером, который имел три глаза в некоторых вариантах мифа. Хедвиг фон Бейт интерпретировал козу как материнский символ, могущий быть Хейдрун — небесной козой из древнегерманских и скандинавских преданий. Этот символ проявляется в образе ведуньи, а также дерева жизни, серебро и золото которого указывают на металл и огонь Матери-Земли, в то время как бочка воплощает злую мать. 
Фридель Ленц в образе Двуглазки усматривает современную разумную душу, которая должна уйти из мира фантазии, который больше не даёт ей пищи. 
Памела Треверс в образе Одноглазки видела «недочеловеческое», в образе Трёхглазки — «сверхчеловеческое», которые равно чудовищны и не могут питаться духовной пищей, которая доступна только нормальным людям.